# 首長級薪俸及服務條件常務委員會
首長級薪俸及服務條件常務委員會（簡稱首長級薪常會）於1963年成立，是香港政府專門負責處理就影響到一般香港公務員（紀律部隊及香港司法機構除外）中的首長級公務員的事宜的一個公營機構，向香港特別行政區行政長官提出意見。首長級薪俸及服務條件常務委員會經常檢討首長級的結構（包括到首長級各職級以至層級的數目，及各職位及崗位的適當薪酬數額等等），包括為到方便考慮薪俸事宜而將各部門分組，以及首長級人員的其他工作條件，向行政長官提出相關的建議。
首長級薪俸及服務條件常務委員會辦公室設立於金鐘道89號力寶中心第2座7樓701室。

## 歷史
2013年3月15日，香港行政長官梁振英再度委任雷添良出任首長級薪俸及服務條件常務委員會主席，任期兩年，為同年4月1日至2015年3月31日；再度委任黃遠輝出任委員，委任阮蘇少湄為新任委員，任期兩年，於同年4月1日起生效。

## 歷任主席
- 鄭海泉（2001年至2009年4月1日）
- 雷添良（2009年4月1日至2015年4月1日）[6][7]
- 彭耀佳（2015年4月1日至今）[8]
- 龔楊恩慈

### 委員
- 陳嘉賢教授，JP
- 陳鎮仁博士，GBS，JP
- 劉勝欣
- 施榮恆，BBS，JP

## 相關參見
- 公務及司法人員薪俸及服務條件諮詢委員會聯合秘書處
- 公務員薪俸及服務條件常務委員會
- 紀律人員薪俸及服務條件常務委員會
- 司法人員薪俸及服務條件常務委員會